# Málik ibn Anas

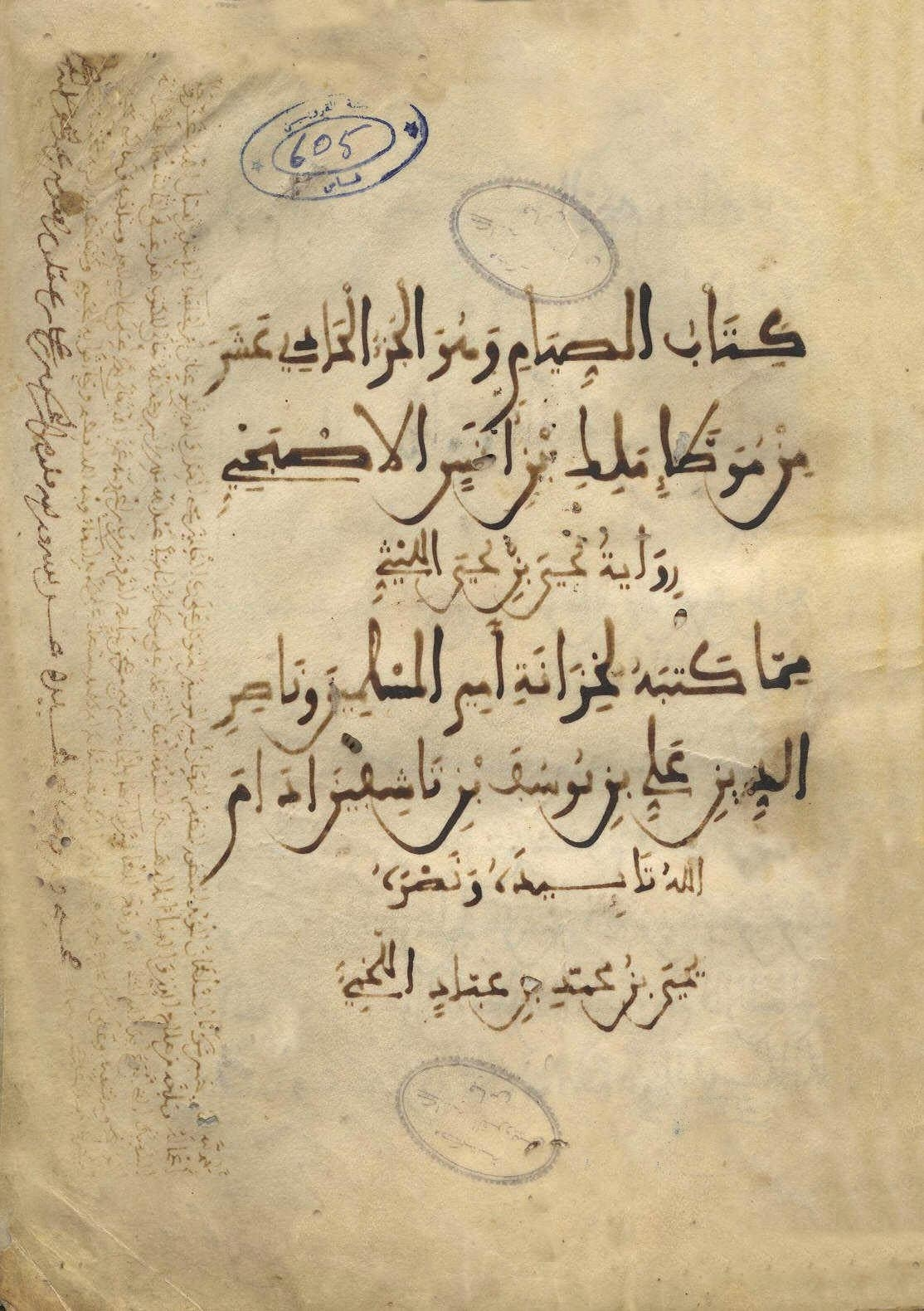
Cubierta del Libro de Sáum del Al-Muwatta sobre pergamino. Fabricado para la biblioteca privada de Ali ibn Yusuf ibn Taschfin en Marrakech en el año 1107.

Abu Abdullah Málik ibn Anas ibn Málik ibn Abi Aámir al-Asbahi (en árabe: مالك بن أنس بن مالك بن أبي عامر الأصبحي‎) nació en el año 93 de la Hégira (711-795). Fundador de una de las cuatro escuelas de jurisprudencia sunitas: la escuela malikí. Era el Imán en Medina, Faqih de la Ummah y líder de Ahl al-Hadiz. Estudió con más de novecientos sabios y muchísimas personas aprendieron de él, entre ellos el Imam ash-Shafi’i.
Era un jurista de Medina partidario de los Omeyas. Por esto, su doctrina tuvo gran influencia en España. Su obra se llama "La Almoata" (El Camino Allanado), una obra en la cual se recogen los principios de la ley y derecho de Medina, y dota a su interpretación de gran flexibilidad. Afirma, por ejemplo, la posibilidad de adaptar las normas jurídicas islámicas a las necesidades concretas de un país. Por esta razón se produce una alta difusión de su doctrina. Pone el acento en la Sunnah.
Quizás el logro más famoso de Málik en los anales de la historia islámica es, sin embargo, su compilación del Muwatta, una de las colecciones de hadices sunitas más antiguas y veneradas y uno de "los primeros libros de leyes musulmanes sobrevivientes" en el que Málik intentó "dar un estudio de la ley y la justicia; el ritual y la práctica de la religión de acuerdo con el consenso del Islam en Medina, de acuerdo con la sunna usual en Medina; y crear un estándar teórico para asuntos que no fueron resueltos desde el punto de vista de consenso y sunna". Compuesto en los primeros días del califato abasí, durante el cual hubo un floreciente "reconocimiento y apreciación del derecho canónico" del partido gobernante, el trabajo de Málik tuvo como objetivo trazar un "camino alisado" (que es lo que al-muwaṭṭaʾ significa literalmente) a través de "las diferencias de opinión de gran alcance incluso en las cuestiones más elementales". Aclamado como "el libro más sólido del mundo después del Corán" por al-Shafi'i, la compilación del Muwatta llevó a Málik a recibir epítetos tan reverenciales como "Sheij del Islam", "Prueba de la Comunidad", "Imán de la morada de la emigración" y "Erudito conocedor de Medina" en la tradición sunita posterior.
Según la tradición sunita clásica, el profeta islámico Mahoma predijo el nacimiento de Málik, diciendo: "Muy pronto la gente golpeará los flancos de los camellos en busca de conocimiento y no encontrarán a nadie más experto que el erudito de Medina", y, en otra tradición, "El pueblo ... partirá de Oriente y Occidente sin encontrar un sabio que no sea el sabio del pueblo de Medina". Si bien algunos eruditos posteriores, como Ibn Hazm y Tahawi, pusieron en duda la identificación del misterioso sabio de ambas tradiciones con Málik, la interpretación más extendida, sin embargo, continuó siendo la que sostenía que el personaje era Málik.  A lo largo de la historia islámica, Málik ha sido venerado como una figura ejemplar en todas las escuelas tradicionales del pensamiento sunita, tanto por los ulemas exotéricos como por los místicos, que a menudo lo designan santo en sus hagiografías. El alumno más notable de Málik, Al-Shafi'i (quien se convertiría en el fundador de otra de las cuatro escuelas jurídicas ortodoxas del derecho sunita) dijo más tarde de su maestro: "Nadie constituye un favor tan grande para mí en la Religión de Dios como Málik ... cuando se menciona a los eruditos del conocimiento, Málik es la estrella guía".

## Biografía
Málik nació como hijo de Anas ibn Málik (no el Sahabi con el mismo nombre) y Aaliyah bint Shurayk al-Azdiyya en Medina, c. 711. Su familia era originaria de la tribu al-Asbahi de Yemen, pero su bisabuelo Abu 'Amir trasladó a la familia a Medina después de convertirse al Islam en el segundo año de la Hégira, o 623 EC. Su abuelo Málik ibn Abi 'Amir fue alumno del segundo califa del Islam Úmar y fue uno de los que participaron en la colección de pergaminos sobre los que se escribieron originalmente los textos coránicos cuando se recopilaron durante la era del califa Uthmán. Según Al-Muwatta, era alto, corpulento, imponente de estatura, muy rubio, con cabello y barba blancos, pero calvo, con una enorme barba y ojos azules.

### Maestros
Vivir en Medina le dio a Málik acceso a algunas de las mentes más eruditas del Islam primitivo. Él memorizó el Corán en su juventud, el aprendizaje de la recitación de Abu Suhail Nafi Ibn 'Abd ar-Rahman, de quien también recibió su Ijazah, o la certificación y el permiso para enseñar a otros. Estudió con varios eruditos famosos, incluidos Hisham ibn Urwah e Ibn Shihab al-Zuhri.
Tanto Málik como al-Zuhri fueron estudiantes de Nafi Mawla Ibn Umar, el prestigioso Imam Tabi'un y ex-esclavo de Abdullah ibn Úmar.
Junto con Abu Hanífah (fundador del Madh'hab Sunní Hanafí), el Imam Málik (quien fue un maestro del Imam Al-Shafi'i, quien a su vez fue un maestro del Imam Áhmad ibn Hanbal) fue un estudiante del Imam Ya'far al-Sadiq, considerado por los chiitas como el fundador del fiqh ya'afarí, que era descendiente de Mahoma. Por lo tanto, los cuatro grandes imanes del Fiqh sunita están conectados a Ya'far desde el Bayt (Casa) de Mahoma, ya sea directa o indirectamente.

### Cadena dorada de narración
La cadena de narradores de Málik fue considerada la más auténtica y fue llamada Silsilat al-Dhahab o "La Cadena Dorada de Narradores" por notables eruditos del Hadith, incluido Muhámmad al-Bujari. La 'Cadena Dorada' de la narración (es decir, la considerada por los eruditos de Hadith como la más auténtica) consiste en Málik, quien narró de Nafi' Mawla ibn 'Umar, quien narró de Ibn Úmar, quien narró de Mahoma.

### Mención en Hadith
Se dice que Mahoma dijo en un hadith autenticado por Muhámmad ibn 'Isa at-Tirmidhi: "Muy pronto la gente golpeará los flancos de los camellos en busca de conocimiento, y no encontrarán a nadie más informado que el erudito de Medina". Qadi Ayyad, Al-Dhahabi y otros relatan de Sufyán ibn 'Uyaynah, 'Abd ar-Razzaq as-San'ani, Ibn Mahdi, Yahya ibn Ma'in, Dhu'ayb ibn 'Imama, Ibn al-Madini y otros que consideraron que ese erudito era Málik ibn Anas.

## Puntos de vista

### Teología
Abdul-Ghani Ad-Daqr escribió que Máik era "el más alejado de todas las personas" de la teología dialéctica, quien era el más conocedor de sus discusiones sin aceptar sus puntos de vista. GF Haddad, por otro lado, argumentó que Málik no era completamente contrario a la idea de la teología dialéctica; por el contrario, Haddad señala que Málik estudió "a los pies de Ibn Hurmuz", un maestro en teología dialéctica, durante "trece a dieciséis años".

### Antropomorfismo
Las contribuciones únicas de Málik al campo de la teología específicamente son que él era un oponente estricto del antropomorfismo, y consideró absurdo comparar los atributos de Dios, que fueron dados en "imágenes humanas" como las de las "manos" de Dios u "ojos" con los del hombre. Por ejemplo, cuando un hombre le preguntó a Málik sobre el significado del Corán 20:5, "El Misericordioso se estableció sobre el Trono", se relata que "nada afectó tanto a Málik como la pregunta de ese hombre", y el jurista fervientemente respondió: "El 'cómo' es inconcebible; la parte del 'establecimiento' es conocida; creer en él es obligatorio; preguntar sobre ello es una innovación".

### Visión beatífica
Málik era un partidario de la doctrina sunita ortodoxa de la visión beatífica, y se dice que citó el Corán 75:22-23 ("Ese día los rostros estarán resplandecientes, mirando hacia su Señor") y 83:15 ("¡No! En verdad, de su Señor, ese día, serán velados [los transgresores]") como prueba de su fe.

### La naturaleza de la fe
Cuando se le preguntó acerca de la naturaleza de la fe, Málik la definió como "habla y obras" (qawlun wa-'amal), lo que muestra que Málik era contrario a la rigurosa separación entre fe y obras.

### Intercesión
Málik parece haber sido un defensor de la intercesión en la súplica personal. Por ejemplo, se relata que cuando el califa abasí al-Mansur le preguntó a Málik si era preferible enfrentarse a la tumba del Profeta o a la qibla mientras se hacía la oración personal o el du'a, Málik respondió: "¿Por qué no debes enfrentarte a él? cuando él es tu medio (wasila) para Dios y el de tu padre Adán en el Día de la Resurrección?" Con respecto a esta tradición, el maestro de hadices del siglo XIII Ibn Jamāʿa dijo: "El informe está relatado por los dos maestros de hadices Ibn Bashkuwāl y al-Qāḍī ʿIyāḍ en al-Shifā, y no se presta atención a las palabras de aquellos que afirman que está forjado puramente sobre la base de sus deseos ociosos." Si bien Ibn Taymiyyah y, mucho más recientemente, el nieto de Muhammad ibn Abd al-Wahhab, Sulaymān, de hecho rechazaron la autenticidad de esta tradición, sus opiniones se caracterizaron por la gran mayoría de los principales eruditos sunitas como al-Zarqānī como "derivado de la ignorancia o la arrogancia". Históricamente, se sabe que las declaraciones de Málik sobre la validez de la intercesión siguieron siendo una doctrina central de la escuela Malikí, y prácticamente todos los pensadores malikíes de la era clásica aceptaron la idea de la intercesión del Profeta. También se sabe, además, que los clásicos "libros de los Mālikīs están repletos de la estipulación de que du'ā [súplica personal] se haga frente a la tumba".

### Misticismo
Sobre la base de varias tradiciones tempranas, es evidente que Málik tenía en alta estima a los primeros sufíes y sus prácticas. Se relata, además, que Máik fue un firme defensor de combinar la "ciencia interna" ('ilm al-bātin) del conocimiento místico con la "ciencia externa" de la jurisprudencia. Por ejemplo, el famoso jurista y juez malikí del siglo XII Qadi Iyad, luego venerado como santo en todo al-Ándalus, narró una tradición en la que un hombre le preguntó a Málik "acerca de algo en la ciencia interna", a lo que Málik respondió: "¡Verdaderamente nadie conoce la ciencia interna excepto aquellos que conocen la ciencia externa! Cuando conoce la ciencia externa y la pone en práctica, Dios le abrirá la ciencia interior, y eso no sucederá si no es por la apertura de su corazón y su iluminación". En otras tradiciones similares, se relata que Málik dijo: "El que practica el Sufismo (tasawwuf) sin aprender la Ley Sagrada, corrompe su fe (tazandaqa), mientras que el que aprende la Ley Sagrada sin practicar el Sufismo se corrompe a sí mismo (tafassaqa). Sólo el que combina los dos resulta verdadero (tahaqqaqa)".
Si bien hay algunas tradiciones que relatan que Málik, si bien no era un oponente del misticismo en su conjunto, era adverso específicamente a la práctica del dhikr grupal, tales tradiciones se han clasificado como munkar o "débiles" en su cadena de transmisión. Además, se ha argumentado que ninguno de estos informes, todos los cuales relatan la diversión de desaprobación de Málik al ser informado sobre una instancia de dhikr grupal que ocurre cerca, muestra explícitamente ninguna desaprobación del acto como tal, sino que sirve como una crítica. de "algunas personas que se hicieron pasar por sufíes en su tiempo [que] aparentemente cometieron ciertos excesos o infracciones de la ley sagrada". Como ambas cadenas de transmisión son débiles y no son consistentes con lo que se relata de Málik en otros lugares, las tradiciones son rechazadas por muchos eruditos, aunque los críticos del sufismo de los últimos días las citan ocasionalmente en apoyo de su posición.

## Obras
- Al-Muwatta (El Camino Allanado)
- Al-Mudawwana al-kubrà
- Tafsīr garīb al-Qur’ān al-Karīm (interpretación de las singularidades del Noble Corán)
- Kitāb al-surūr (El Libro de la Felicidad)